# FVブスト・アルシーツィオ
FVブスト・アルシーツィオ（Futura Volley Busto Arsizio）は、イタリア・ブスト・アルシーツィオを本拠地とする女子バレーボールクラブチーム。2024/25シーズンはイタリアセリエA1に所属。

## 歴史
1970年にチズラーゴで活動を始める。1989年にセリエA2に昇格する。1995年にセリエA2を2位で終えてセリエA1に昇格した。1998年に本拠地を現在のブスト・アルシーツィオに移した。1999/00シーズンのセリエA1リーグでは11位で終えた。その後、セリエA2での活動を経て、2007/08シーズンに8年ぶりにセリエA1へ昇格。2008/09シーズンのセリエA1リーグでは4位の成績をおさめた。2011/12シーズンにはレギュラーラウンドを19勝1敗で首位通過すると、クォーターファイナルでアシステル・ノヴァーラを、セミファイナルではRiver Volleyを破り、決勝に進出。ファイナルではGSOヴィッラ・コルテーゼを3勝2敗でチーム史上初のタイトルを獲得した。2012/13シーズンからはチーム名をUnendo Yamamay Busto Arsizioに変更。セリエA1リーグと欧州チャンピオンズリーグでは3位となった。2013/14シーズンはレギュラーラウンドを11勝9敗の6位で通過し、クォーターファイナルでバレー・ベルガモを2戦ともストレートで退けるとセミファイナルではイモコ・バレー・コネリアーノに2戦とも勝利し決勝へ駒を進める。ファイナルではRiver Volleyに3戦とも敗れて準優勝となった。2014/15シーズンは欧州チャンピオンズリーグで決勝に進出するもトルコのエジザージュバシュに敗れて準優勝となった。セリエA1リーグは6位に終わった。2017/18シーズンからはチーム名をUnet E-Work Busto Arsizioとして活動し、セリエA1リーグで4位になった。2020/21シーズンはセリエA1リーグのレギュラーラウンドを15勝9敗の4位するもクォーターファイナルでスカンディッチに2戦ともフルセットの末敗れて5位に終わった。2021/22シーズンのリーグはレギュラーラウンドを16勝10敗の5位通過となり、クォーターファイナルでは再びスカンディッチに敗れて5位で終えた。

## 主な成績
セリエA
- 優勝：2011/12シーズン
- 準優勝：2013/14シーズン
- 3位：2010/11シーズン、2012/13シーズン

 コッパ・イタリア
- 優勝：2011/12シーズン
- 準優勝：2019/20シーズン
- 3位：2010/11シーズン、2012/13シーズン、2013/14シーズン、2014/15シーズン、2017/18シーズン、2018/19シーズン、2021/22シーズン

 欧州チャンピオンズリーグ
- 準優勝：2014/15シーズン
- 3位：2012/13シーズン、2020/21シーズン

## 登録選手
2024-25年シーズンの登録選手は次の通り。
| 背番号 | 名前                           | ポジション           | 身長 | 備考       |
| ------ | ------------------------------ | -------------------- | ---- | ---------- |
| 1      | Skyy Howard                    | ミドルブロッカー     | 1.91 |            |
| 2      | Federica Pelloni               | リベロ               | 1.72 |            |
| 3      | Pleun Van der Pijl             | アウトサイドヒッター | 1.96 |            |
| 4      | Rebecca Piva                   | アウトサイドヒッター | 1.83 |            |
| 5      | Ana Karina Olaya               | アウトサイドヒッター | 1.87 |            |
| 6      | シルケ・ファンアーフェルマート | ミドルブロッカー     | 1.92 |            |
| 7      | Martina Morandi                | リベロ               | 1.75 |            |
| 8      | Giuditta Lualdi                | ミドルブロッカー     | 1.86 | キャプテン |
| 10     | Benedetta Sartori              | ミドルブロッカー     | 1.84 |            |
| 11     | Josephine Obossa               | オポジット           | 1.83 |            |
| 12     | Giorgia Frosini                | オポジット           | 1.91 |            |
| 14     | ラウラ・クンズラー             | アウトサイドヒッター | 1.89 |            |
| 20     | Francesca Scola                | セッター             | 1.83 |            |

## 歴代所属選手
| - セレナ・オルトラーニ - エリーザ・トグット - エレオノーラ・ロビアンコ - ジェニー・バラッツァ - ルチーア・クリザンティ - フランチェスカ・マルコン - ヴァレンティーナ・フィオリン - イラリア・ガルツァロ - ジュリア・レオナルディ - ノエミ・シニョリーレ - アレッシア・ジェンナーリ - ヴァレンティーナ・ディウフ - サラ・ボニファーチョ - ラブス・オモルイ - テレサ・ロッシ - エレナ・ハベルコバ - アネタ・ハブリチコバ - カテリナ・バルコワ | - マルガレーテ・コズーフ - マレン・ブリンカー - アリス・ブロム - フロールチェ・メイナース - アンネ・バイス - ロンネケ・スローティエス - カーリー・ロイド - ジュリアン・フォーセット - ジェナ・ハグランド - カースタ・ロウ - ミシェル・バーチ＝ハックリー - テイラー・シンプソン - サラ・ウィルハイト - ヘイリー・ワシントン - ジョーディン・ポールター - フェルナンダ・フェレイラ - エカテリーナ・リュブシュキナ - ヨバナ・ステバノビッチ | - シアーラ・ミッケル - クリスティナ・バウアー - ヨアンナ・ボロシュ - フラウケ・ディリックス - リエスベット・ヴァインデヴォーゲル - フレヤ・アールブレヒト - エレーヌ・ルソー - カヤ・フロベルナ - ブリット・ヘルボッツ - ギョズテ・ユルマズ - マルティナ・サマダン - シルバナ・チャウシェバ - アデリナ・ブダイ・ウングレアーヌ - エルブリラ・ビチ - ジェイミー・ティボー - アレクサ・グレイ - ブライエリン・マルティネス - ビクトリア・マイヤー |